# District de Litong
Le district de Litong (利通区 ; pinyin : Lìtōng Qū) est une subdivision administrative de la région autonome du Ningxia en Chine. Il est placé sous la juridiction de la ville-préfecture de Wuzhong.